# Skeiðarársandur
Le Skeiðarársandur est un sandur d'Islande, une plaine formée par les eaux de fonte d'un glacier. Situé au sud du Vatnajökull entre le Skeiðarárjökull et l'océan Atlantique, il tire son nom du fleuve Skeiðará qui le parcourt du nord au sud.

## Caractéristiques
Avec une superficie de 1 300 km2, le Skeiðarársandur est le plus grand sandur du monde. D'est en ouest, il occupe une portion de littoral de 56 kilomètres de longueur. Du nord au sud, entre le Vatnajökull et l'océan, le sandur mesure de 20 à 30 kilomètres de largeur.

## Cours d'eau
Le Skeiðarársandur est parcouru par les méandres du Skeiðará, du Gígjukvísl, du Núpsvötn, du Súlá et du Blautakvísl, alimentés par les eaux du Skeiðarárjökull, ainsi que par de nombreux autres cours d'eau plus petits.

## Formation
Le Skeiðarársandur est formé par les alluvions apportées par les rivières qui le parcourent. Pendant l'Holocène, environ 100 à 200 km3/s des sédiments y sont déposés.
En plus de ces sédiments, le sandur est modelé par les nombreuses éruptions des systèmes volcaniques du Grímsvötn et de l'Öræfajökull. Les sédiments y sont alors apportés par les jökulhlaups déclenchés par les éruptions. Des dépôts de cendres se produisent également.
Le jökulhlaup le plus récent s'est produit en 1996 lors de l'éruption du Grímsvötn. Son débit maximal est estimé entre 45 000 et 50 000 m3/s (à comparer aux 200 à 400 m3/s du débit ordinaire du Skeiðará). On évalue à 12,8 millions de mètres cubes le volume de sédiments déposés pendant cet événement. Certaines parties du sandur sont alors recouvertes par une couche de sédiments allant jusqu'à dix mètres d'épaisseur.

## Transports
Le Skeiðarársandur est traversé par la route 1, la route nationale qui fait le tour de l'Islande. Le tronçon est formé par de nombreuses digues et ponts.
Le sandur est l'obstacle le plus important rencontré pendant la construction de cette route et le tronçon qui le traverse est le dernier à avoir été réalisé, en 1974. En 1996, la route est en partie emportée par le jökulhlaup causé par l'éruption du Grímsvötn. Elle est reconstruite par la suite.

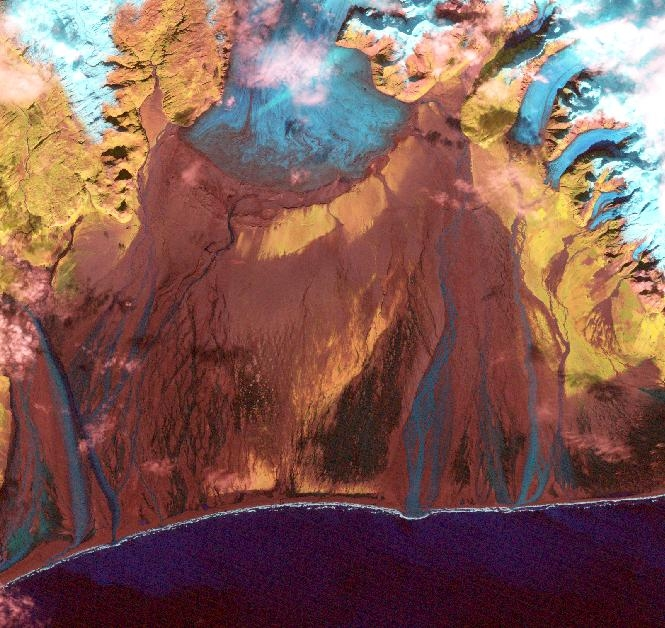
Le Skeidarásandur vu par satellite avec en haut le Skeiðarárjökull et en bas l'océan Atlantique.
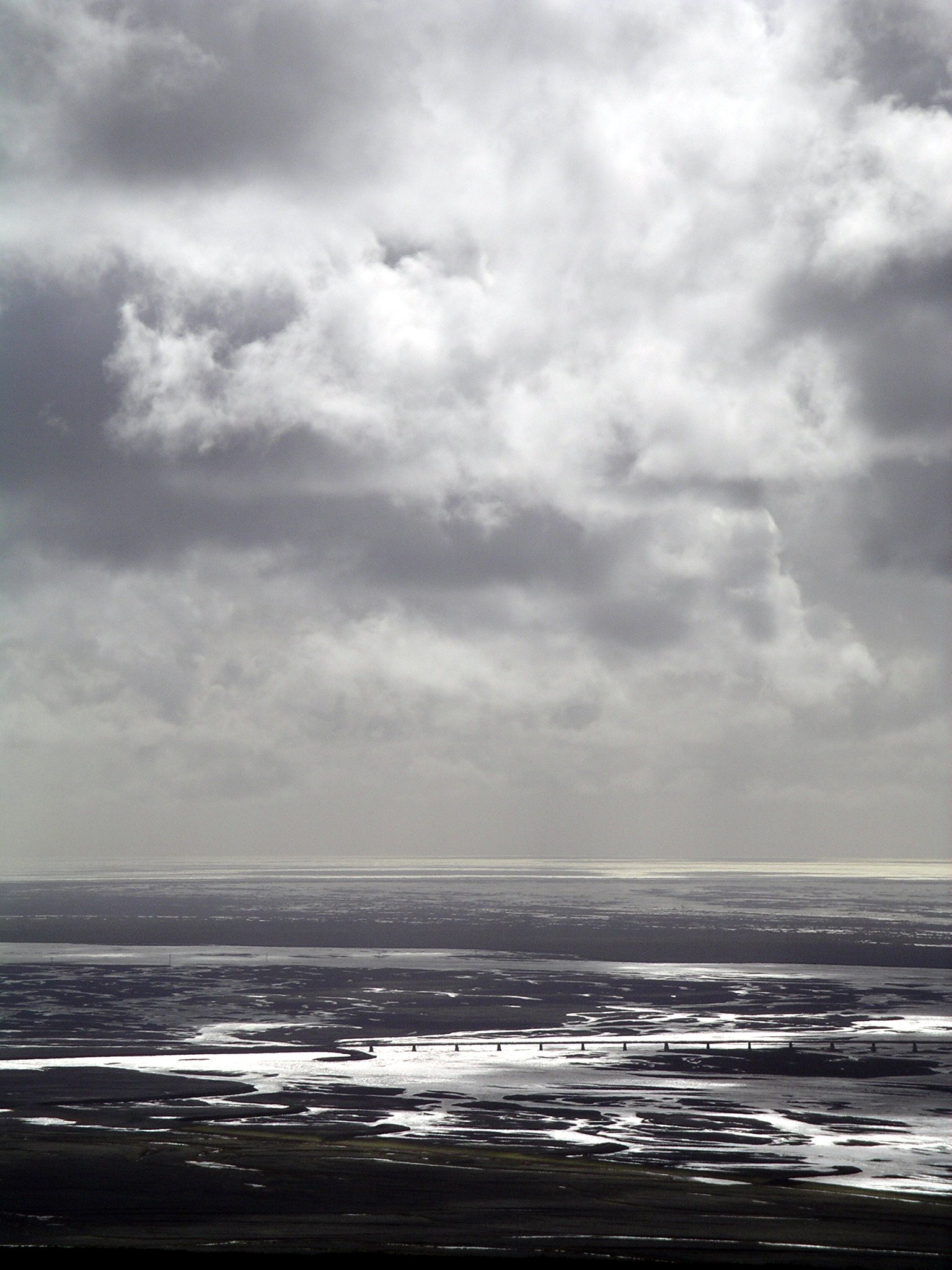
Une partie du Skeiðarársandur et un pont de la route 1 vus depuis le parc national de Skaftafell ; au loin l'océan Atlantique.
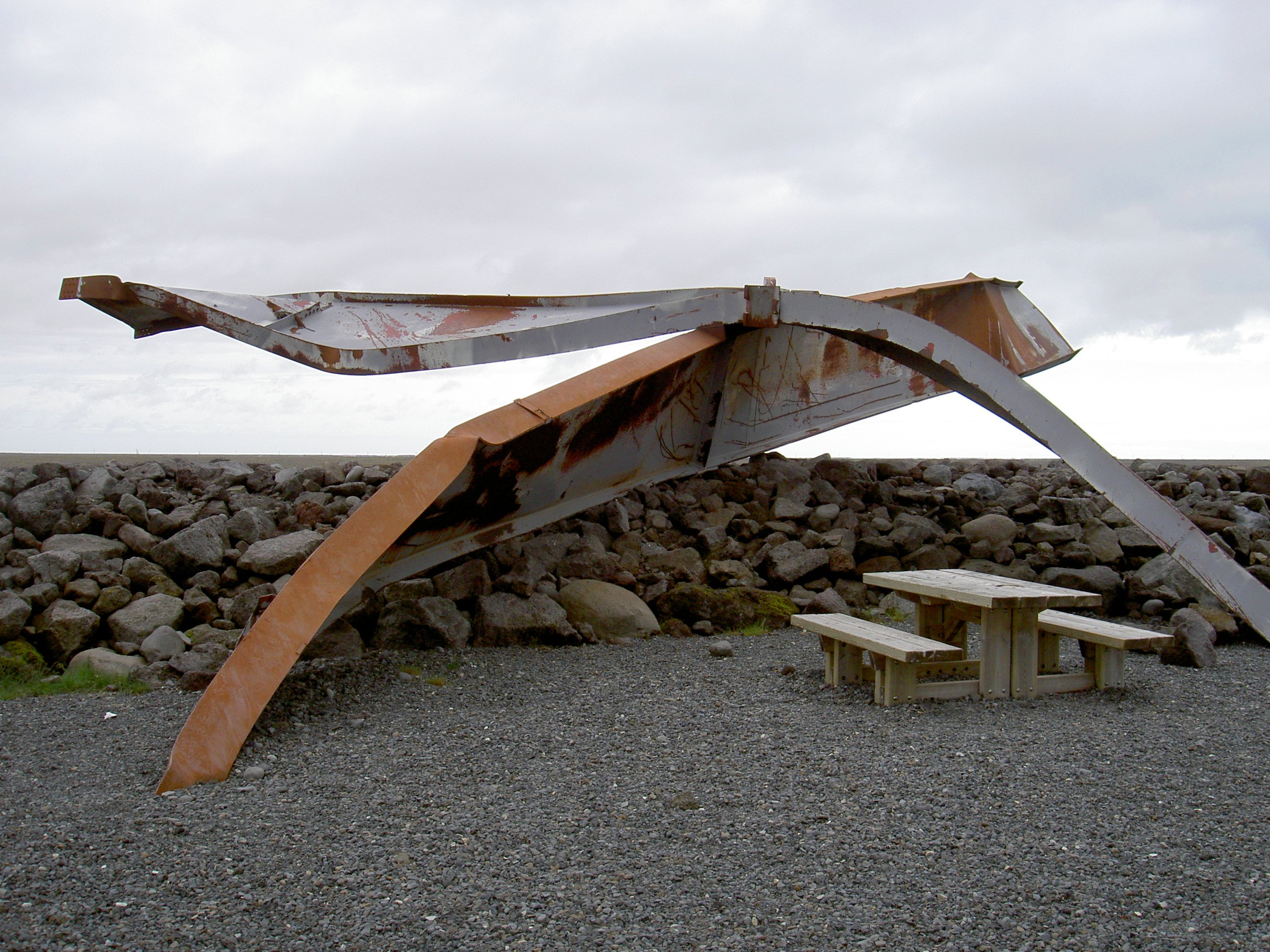
Vestiges d'un pont détruit lors du jökulhlaup de 1996.